# Nepa apiculata
Nepa apiculata är en insektsart som beskrevs av Philip Reese Uhler 1862. Nepa apiculata ingår i släktet Nepa och familjen vattenskorpioner. Inga underarter finns listade i Catalogue of Life.